# Cyaniris salassorum
Cyaniris salassorum är en fjärilsart som beskrevs av Hans Fruhstorfer 1910. Cyaniris salassorum ingår i släktet Cyaniris och familjen juvelvingar. Inga underarter finns listade i Catalogue of Life.